# سالين 302
سالين 302 سيرياس (بالإنجليزية: Saleen 302 Series)، هي سيارة رياضية أمريكية أنتجها شركة سالين عام 2007م.

## وصلات خارجية
- 2008 Saleen Vehicle Lineup[وصلة مكسورة]
- Phil Frank Design, LLC website